# Hans Brass

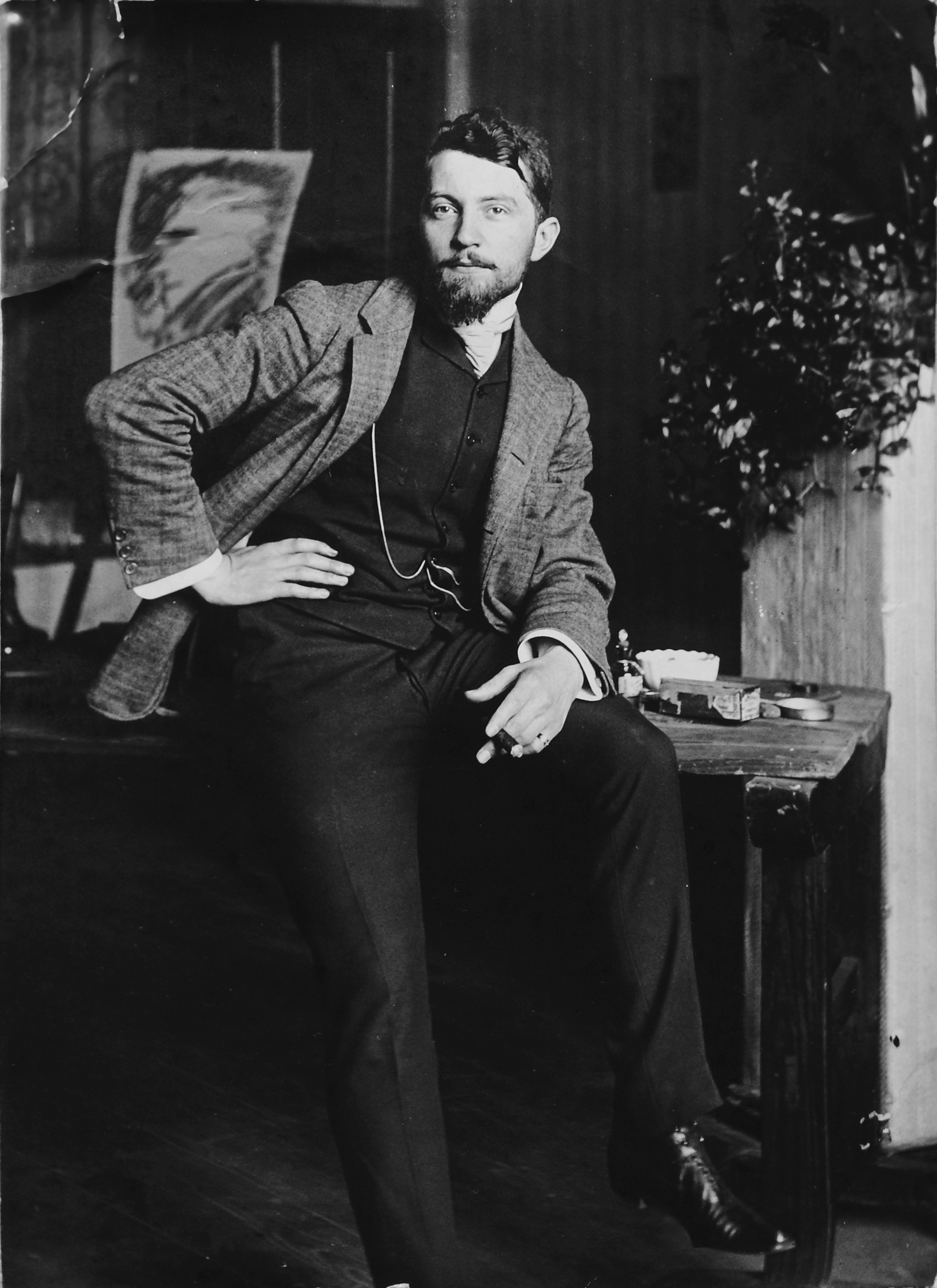
Hans Brass 1908

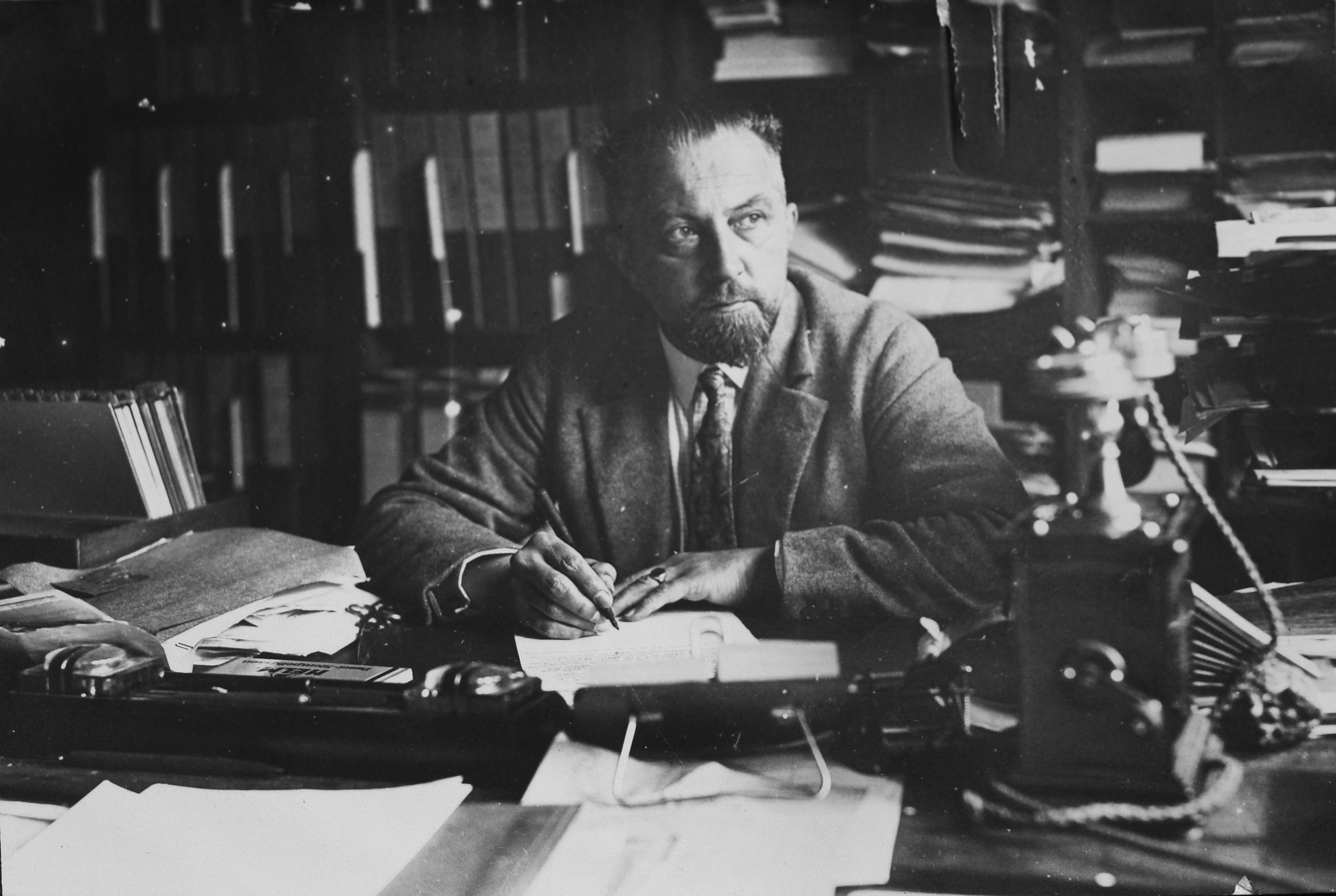
Hans Brass 1930

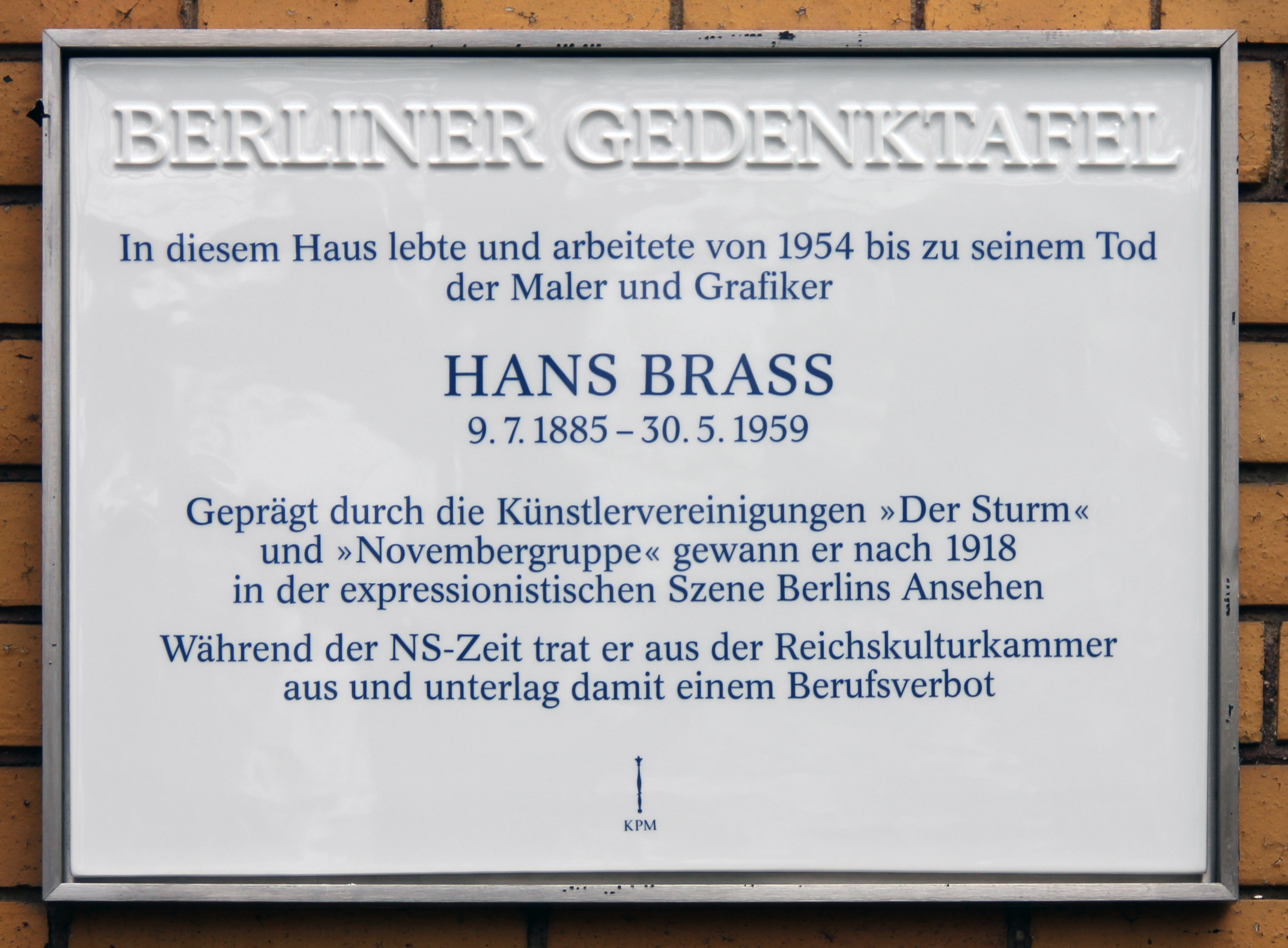
Berliner Gedenktafel am Haus, Brebacher Weg 15, in Berlin-Biesdorf

Hans Brass (* 9. Juli 1885 in Wesel; † 30. Mai 1959 in Berlin) war ein deutscher expressionistischer Maler und Graphiker.

## Leben
Hans Brass – Sohn des preußischen Offiziers August James Brass und seiner Ehefrau Margarethe Hortense Brass und Enkel von August Brass – trat 1896 in die Preußische Hauptkadettenanstalt in Groß-Lichterfelde ein. Weil Hans Brass jedoch Maler werden wollte und mangels Volljährigkeit keinen eigenen Antrag auf Entlassung aus der Kadettenanstalt stellen konnte, beantragte der Vater auf Wunsch des Sohnes die vorzeitige Entlassung.
Nach seiner Entlassung besuchte Hans Brass für zwei Jahre die Kunstgewerbeschule Magdeburg. Diese Ausbildung, die sein Vater finanzierte, brach Brass ab, weil sie ihm für seine Ziele unzulänglich schien. In Berlin begann er eine Lehre als Anstreicher, wechselte aber bald zu verschiedenen Gelegenheitsarbeiten. 1904 fand er einen Mäzen, der ihm ein Studium am Lehr- und Versuchs-Atelier für angewandte und freie Kunst (Debschitz-Schule) in München ermöglichte. Auch diese Ausbildung brach er wegen eines Zerwürfnisses mit Wilhelm von Debschitz nach kurzer Zeit ab.
Später fand er erste Arbeitsmöglichkeiten als Grafiker bei der Druckerei Mosse in Berlin und der von Rudolf Presber herausgegebene literarischen Zeitschrift Arena. 1908 heirateten Hans Brass und Clara Krause.
1915 wurde Hans Brass als Soldat zum Ersten Weltkrieg eingezogen. Die Erlebnisse als Frontsoldat führten ihn zur intensiven Beschäftigung mit dem Expressionismus. Ab 1917 gehörte Brass zum Künstlerkreis um Herwarth Waldens Zeitschrift Der Sturm. Danach trat er als überzeugter Sozialist kurz nach ihrer Gründung der Novembergruppe bei. 1921 war er Mitglied in deren Arbeitsausschuss. Bis 1923 stellte er regelmäßig in Berlin aus und begann sich dort einen Namen zu machen. In den Kunstkritiken führender Zeitungen wurde Brass öfter positiv erwähnt. Die Zeitschrift Das Kunstblatt würdigte ihn mit einem umfangreichen Artikel.
1921 trennte sich Brass von seiner ersten Frau und übersiedelte mit seiner neuen Lebensgefährtin Martha Wegscheider nach Ahrenshoop. Gemeinsam gründeten sie 1922 die Bunte Stube. Von 1927 bis 1930 übte er das Amt des Gemeindevorstehers von Ahrenshoop aus. Seine künstlerische Tätigkeit kam weitgehend zum Erliegen. 1931 zog Brass nach einem schweren Unfall wieder nach Berlin. Er konvertierte zum Katholizismus. Der Versuch einer Wiederbelebung seiner Karriere als Maler scheiterte. Während der Zeit des Nationalsozialismus wurde er wegen seiner Mitgliedschaft in der Novembergruppe als „entartet“ eingestuft. 1937 wurde in der Nazi-Aktion „Entartete Kunst“ nachweislich aus den Kunstsammlungen der Universität Göttingen die Zeitschrift „Die Schaffenden“ (Jg. III, Mappe 2; Herausgeber Paul Westheim; 1922) beschlagnahmt und vernichtet, die als Blatt 92 und 93 seine Lithografien Badeanstalt (27 × 23 cm, 1921) und Leuchtturm (25 × 32,8 cm, 1921) enthielt.  Nach seinem Austritt aus der Reichskulturkammer stellte er das Malen ganz ein. 1937 ging er erneut nach Ahrenshoop, heiratete nun Martha Wegscheider und betrieb mit ihr bis 1948 die Bunte Stube.
Ab 1944 wandte sich Brass wieder intensiv der Malerei zu. 1950 trennte er sich von Martha Wegscheider und kehrte endgültig nach Berlin (Ost) zurück. Hier heiratete er Elisabeth Bieschke. Trotz intensivster Bemühungen und einiger Ausstellungserfolge und Veröffentlichungen in dieser Zeit (Schwerin, Berlin, Güstrow) misslang auch dieser neue Versuch, endlich einen Durchbruch zu erzielen. Er wurde zwar Mitglied des Verbands Bildender Künstler der DDR, aber wegen zu abstrakter Malerei als „Formalist“ aus dem Kulturleben ausgegrenzt, dem westdeutschen Kunstbetrieb galt er zu sehr als „Realist“. In diesem Spannungsfeld entwickelte er, anknüpfend an die expressionistischen Erfahrungen der zwanziger Jahre, einen reifen, sehr individuellen Spätstil. Brass zählt zu den Künstlern der verschollenen Generation.
Brass wurde auf dem Friedhof Biesdorf beigesetzt.

## Werk
Bis zum Ersten Weltkrieg strebte Brass einem konservativen Ideal „schöner Malerei“ vor allem von Landschaften nach. Es entstanden Zeitschriftenillustrationen, Buchtitel, Zeichnungen und Ölgemälde. Aus dieser Zeit sind nur einzelne Stücke erhalten.
1917 bis ungefähr 1923 entstand ein reiches Werk an Ölgemälden und Zeichnungen sowie einige Druckgrafiken.
Ausgehend vom Bekenntnis zum Expressionismus entwickelte Brass einen Stil, der als von Kubismus und Futurismus beeinflusst gilt. Zunächst waren dies zahlreiche stark abstrahierende, teilweise ganz abstrakte Bilder, später, etwa ab 1921, ließ Brass verstärkt wieder gegenständliche Bezüge erkennen. Charakteristisch sind streng geometrische häufig spitze Formen sowie eine klare, leuchtende Farbgestaltung. Auch aus dieser Zeit sind nur wenige Werke erhalten.

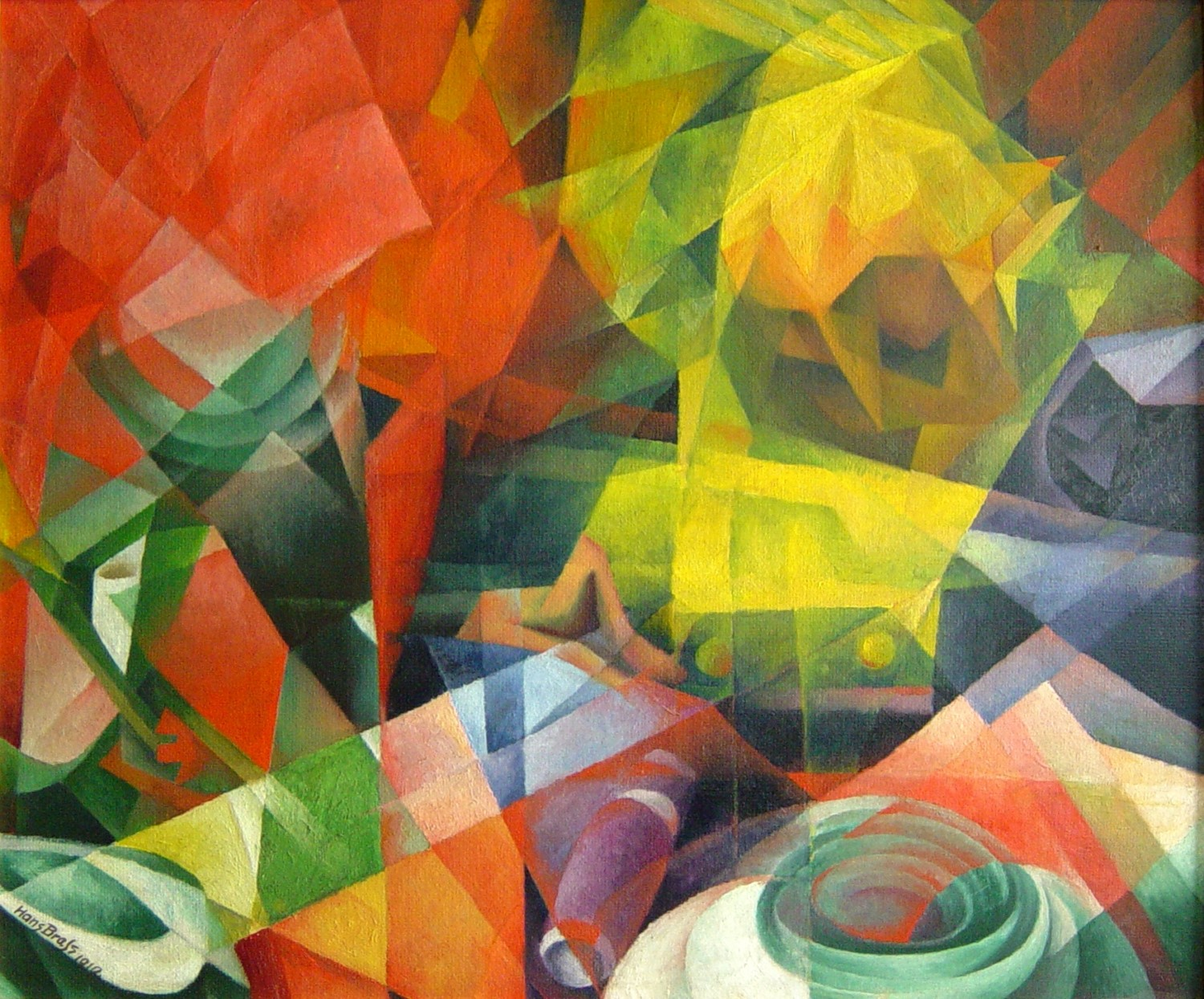
Komposition (1919), Bayerische Staatsgemäldesammlungen
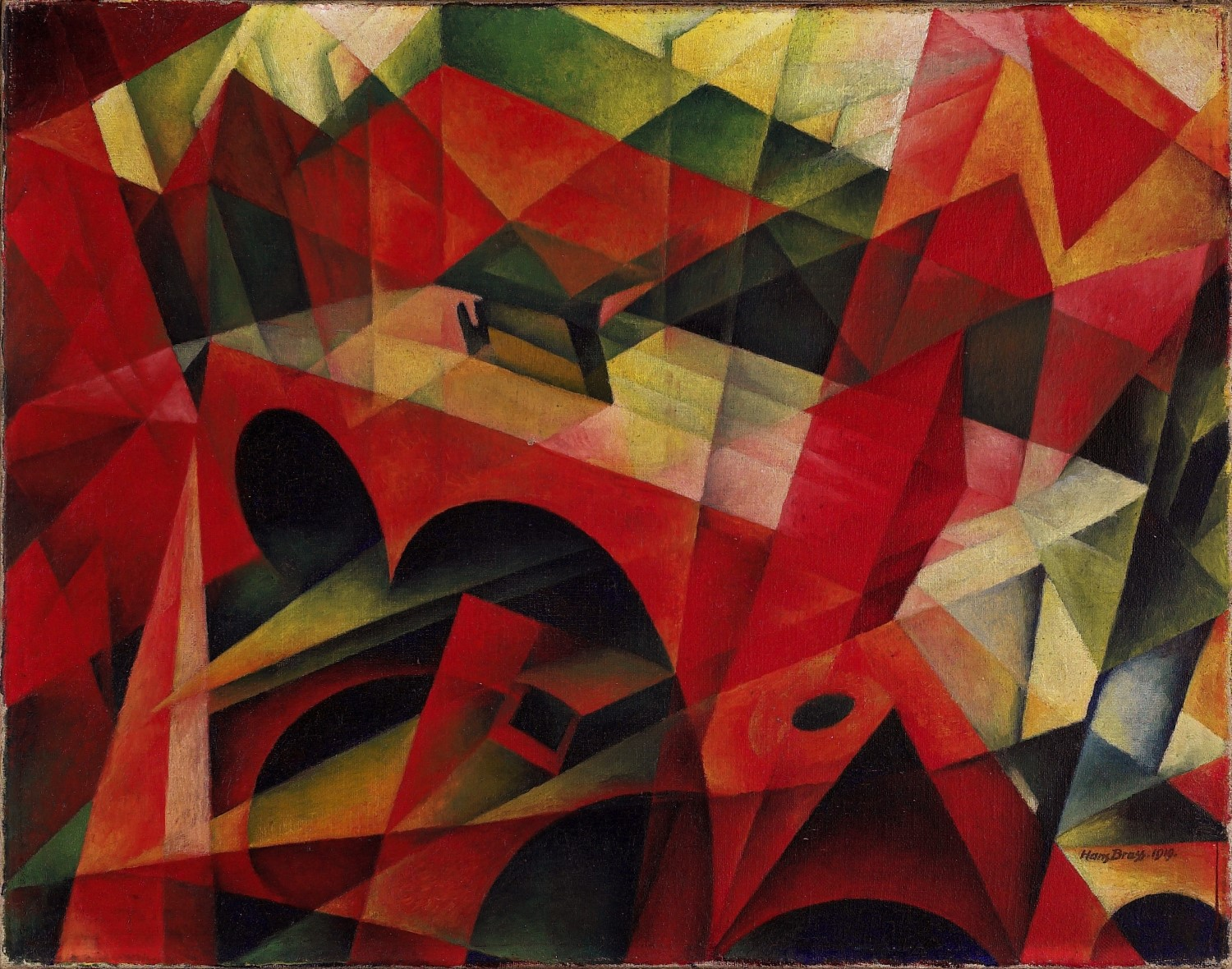
Brücke (1919), Stadtgalerie Kiel
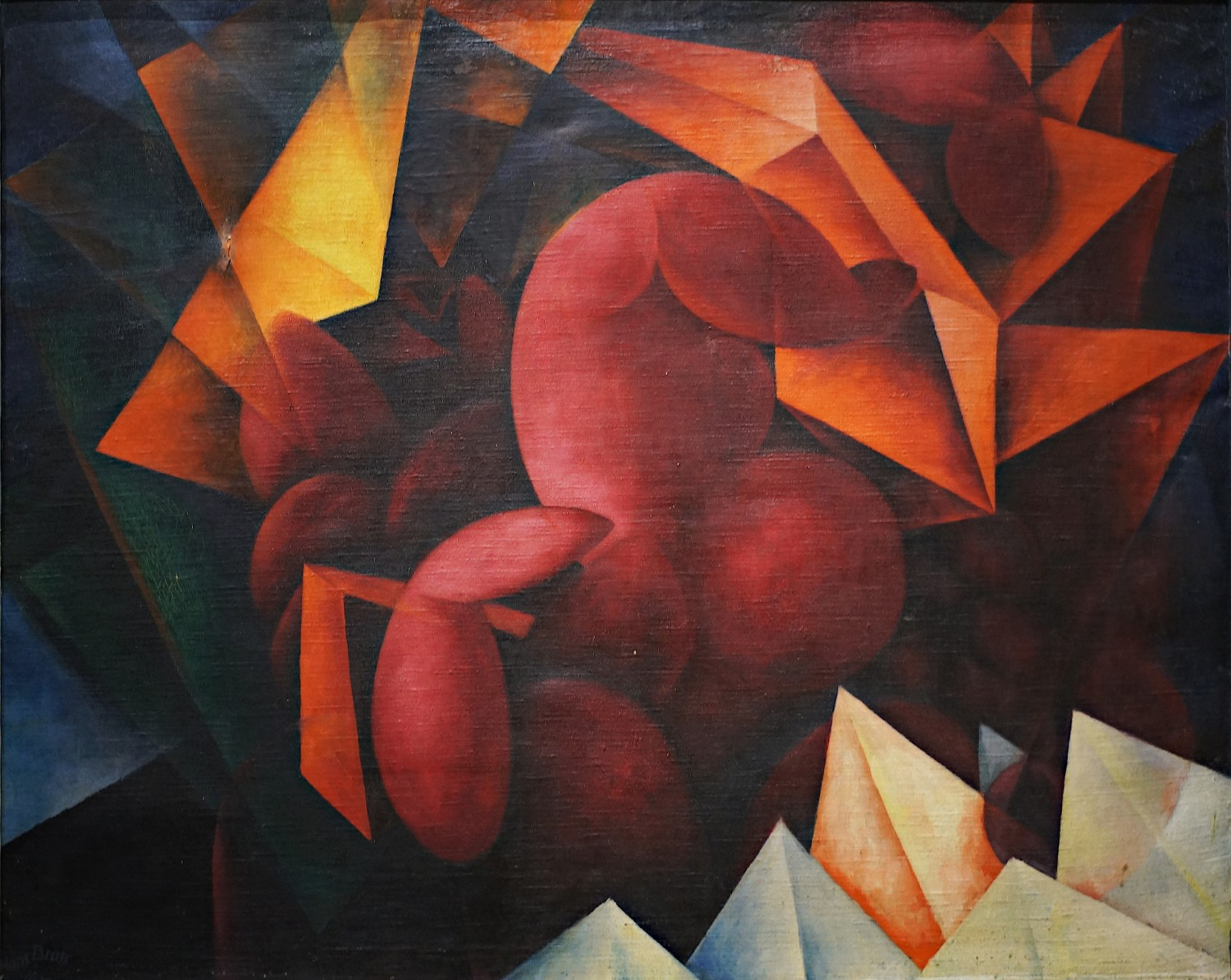
Formen (1920), Kunstmuseum Ahrenshoop
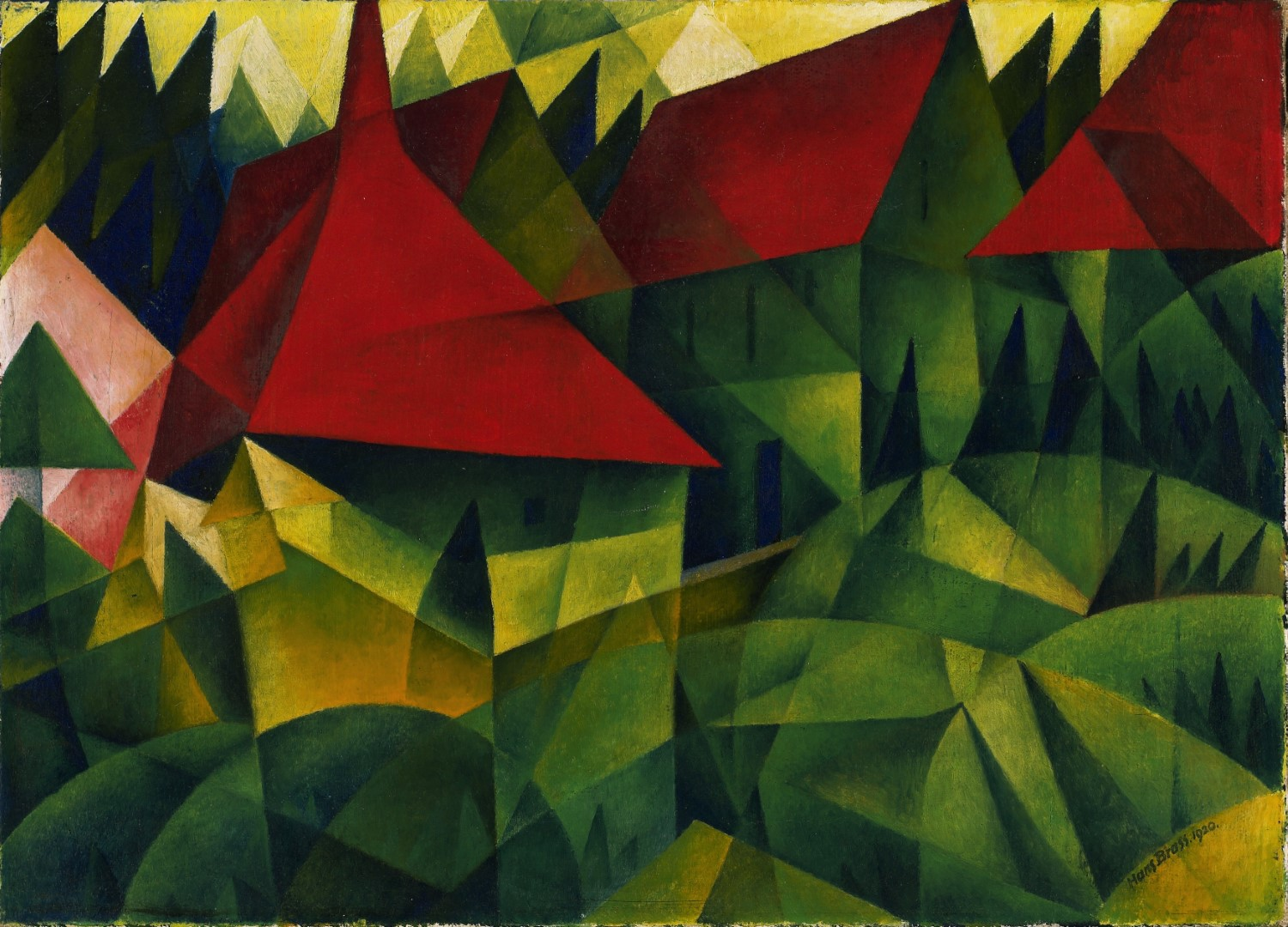
Das Kloster (1920), Stadtgalerie Kiel
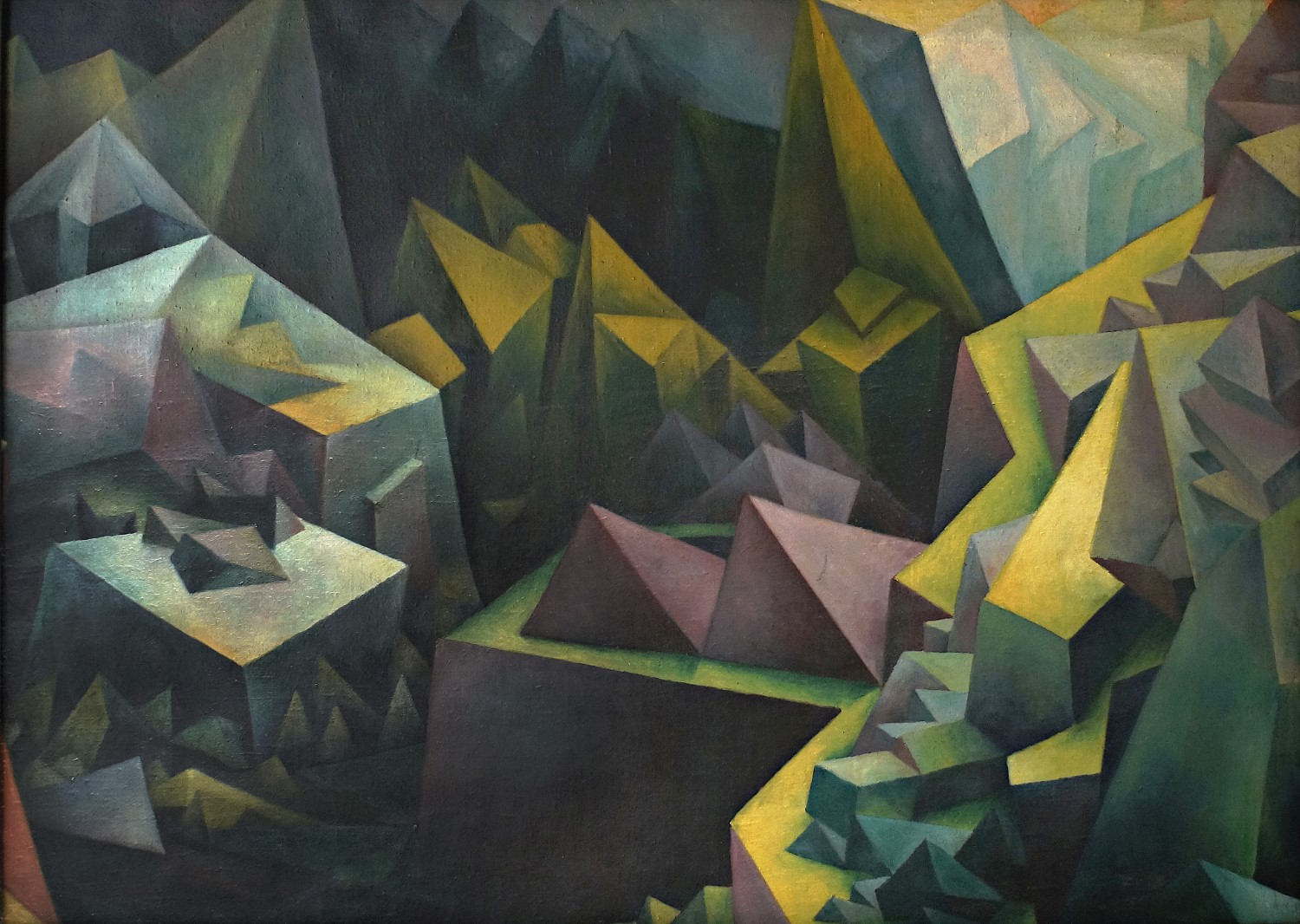
Schlucht (1921), Kunstmuseum Ahrenshoop

Mit Gründung der „Bunten Stube“ kam Brass künstlerisches Schaffen zunächst weitgehend zum Erliegen. Lediglich 1925/26 entstanden noch einmal mindestens 8 Gemälde in einem neuen, in der Auseinandersetzung mit der umgebenden Landschaft entwickelten, sehr einheitlichen Stil.
1931 bis 1933 malte Brass zunächst eine Reihe kleinformatiger Ölbilder nach Motiven aus Ahrenshoop, die, stilistisch stark abweichend von seinem sonstigen Werk, Elemente der naiven Malerei einbezogen. Danach folgten einige Bilder vorwiegend religiösen Inhalts.
Erst 1944, als sich das nahe Ende der nationalsozialistischen Herrschaft abzeichnete, nahm Brass wieder eine intensive künstlerische Arbeit auf. Zunächst schuf er im Wechsel religiös motivierte Werke sowie Bilder nach der Natur, Blumen und Pflanzen. Brass erarbeitete, anknüpfend an die Erfahrungen aus den zwanziger Jahren, einen vom Expressionismus geprägten, eigenen Stil.

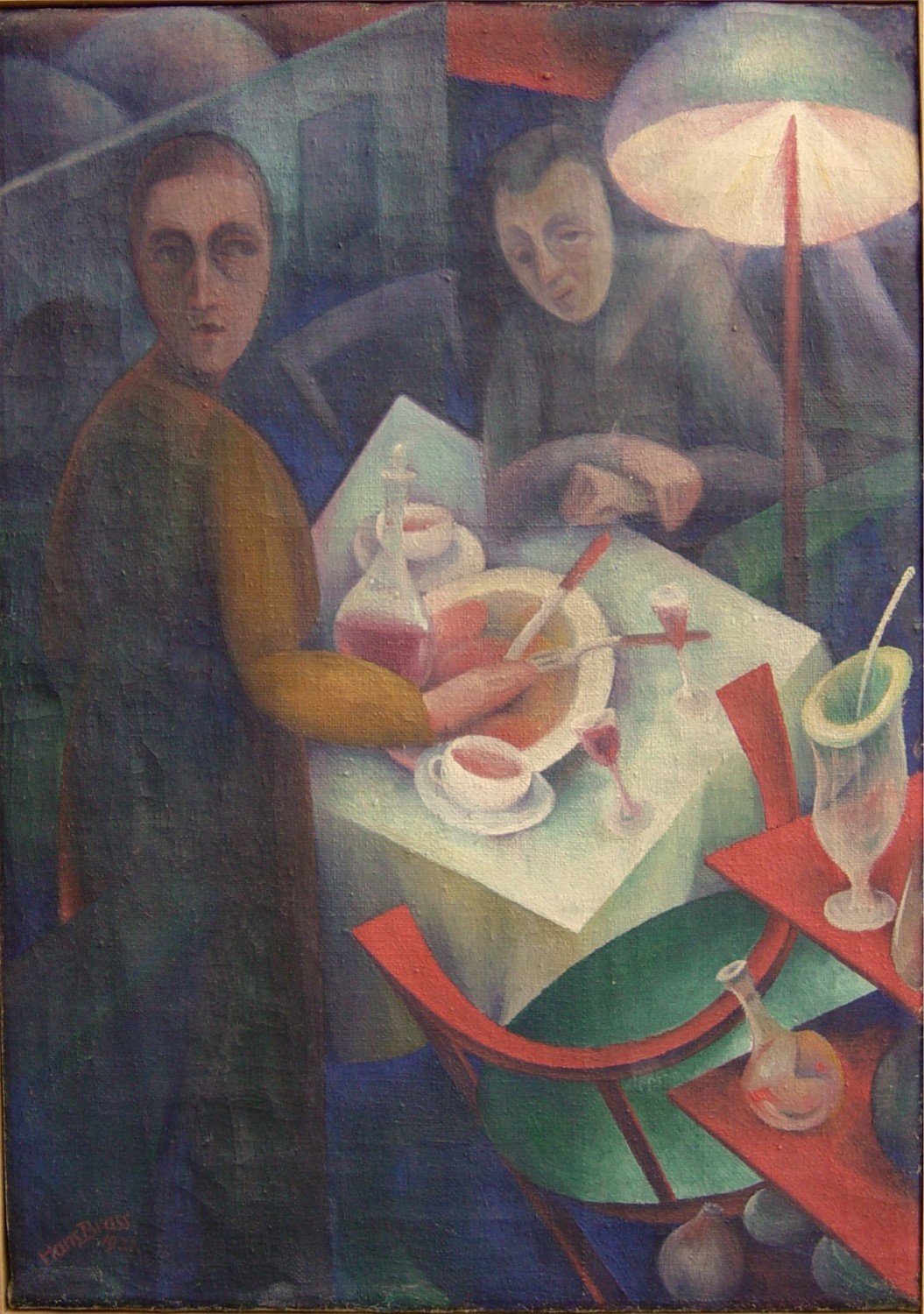
Abendessen (1921)
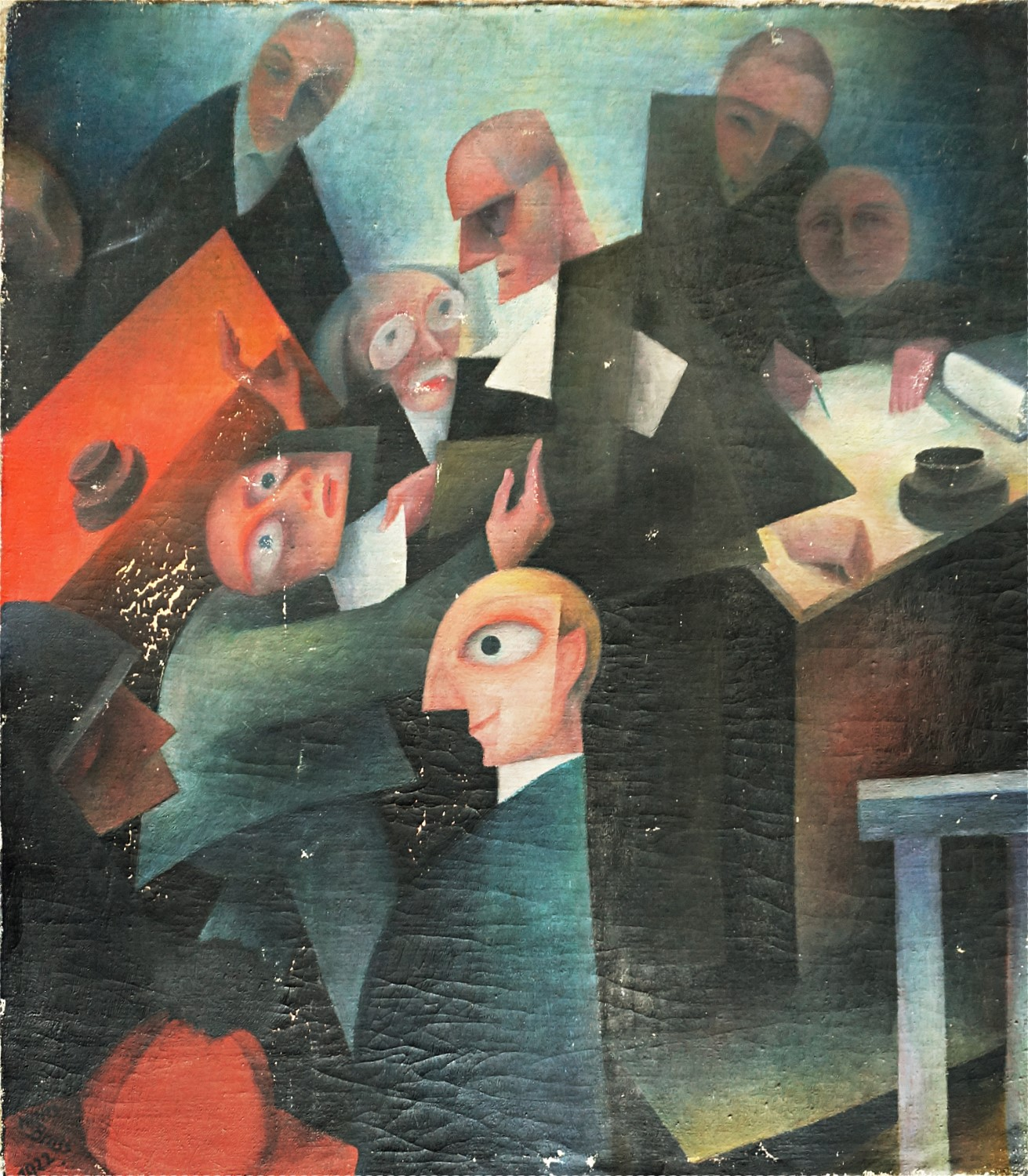
Prozess (1922)
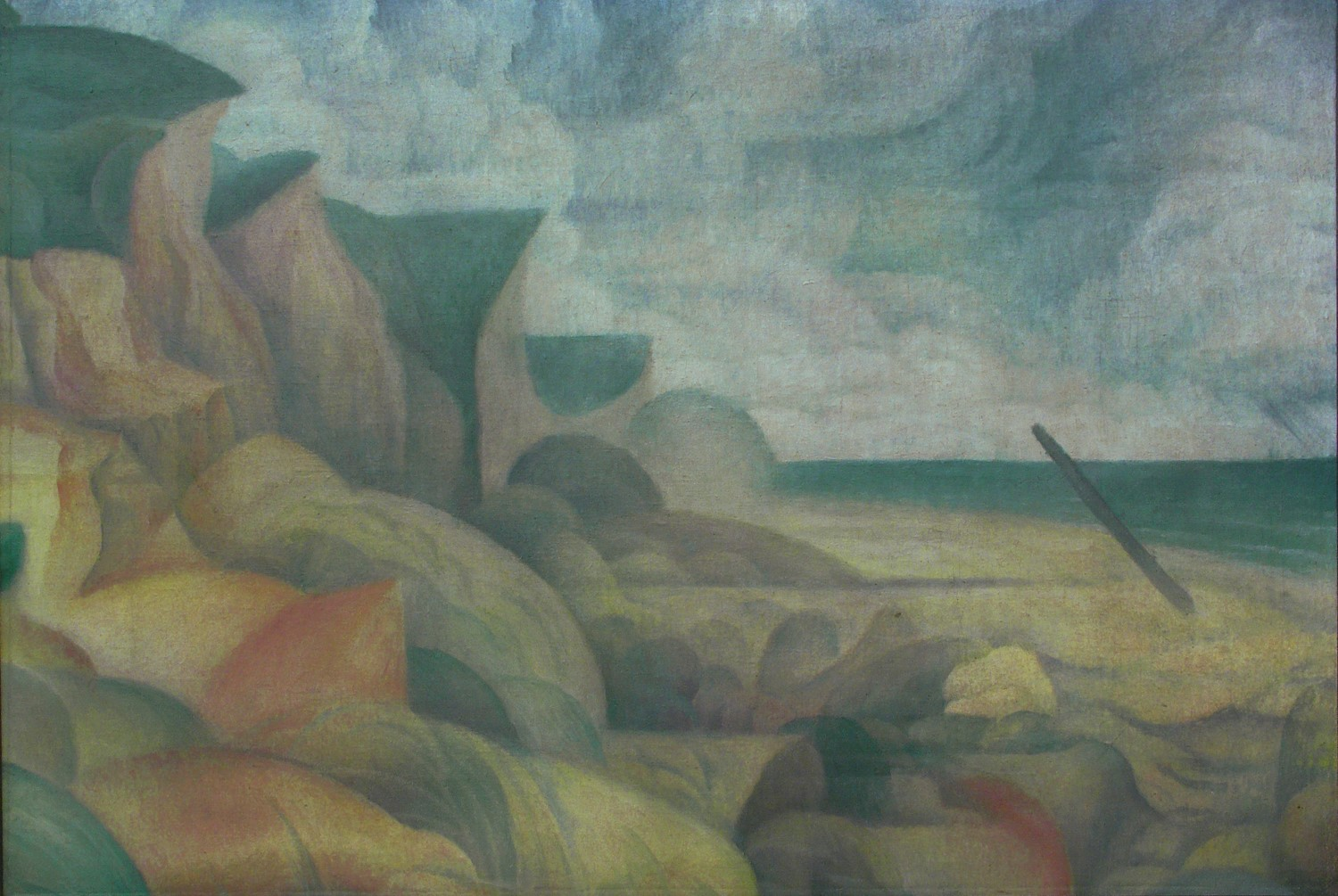
Hohes Ufer II (1925)
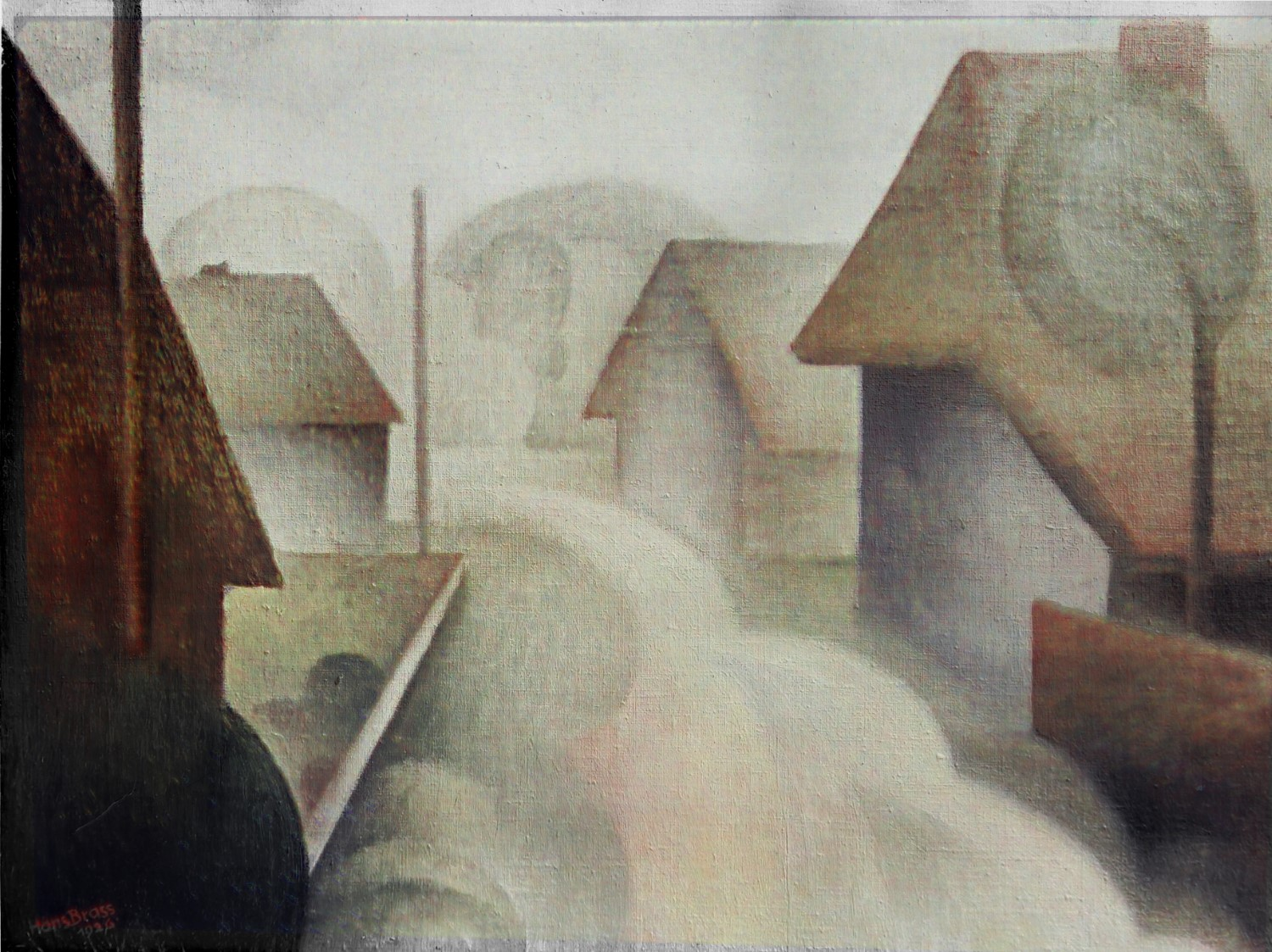
Dorfstraße (1926)
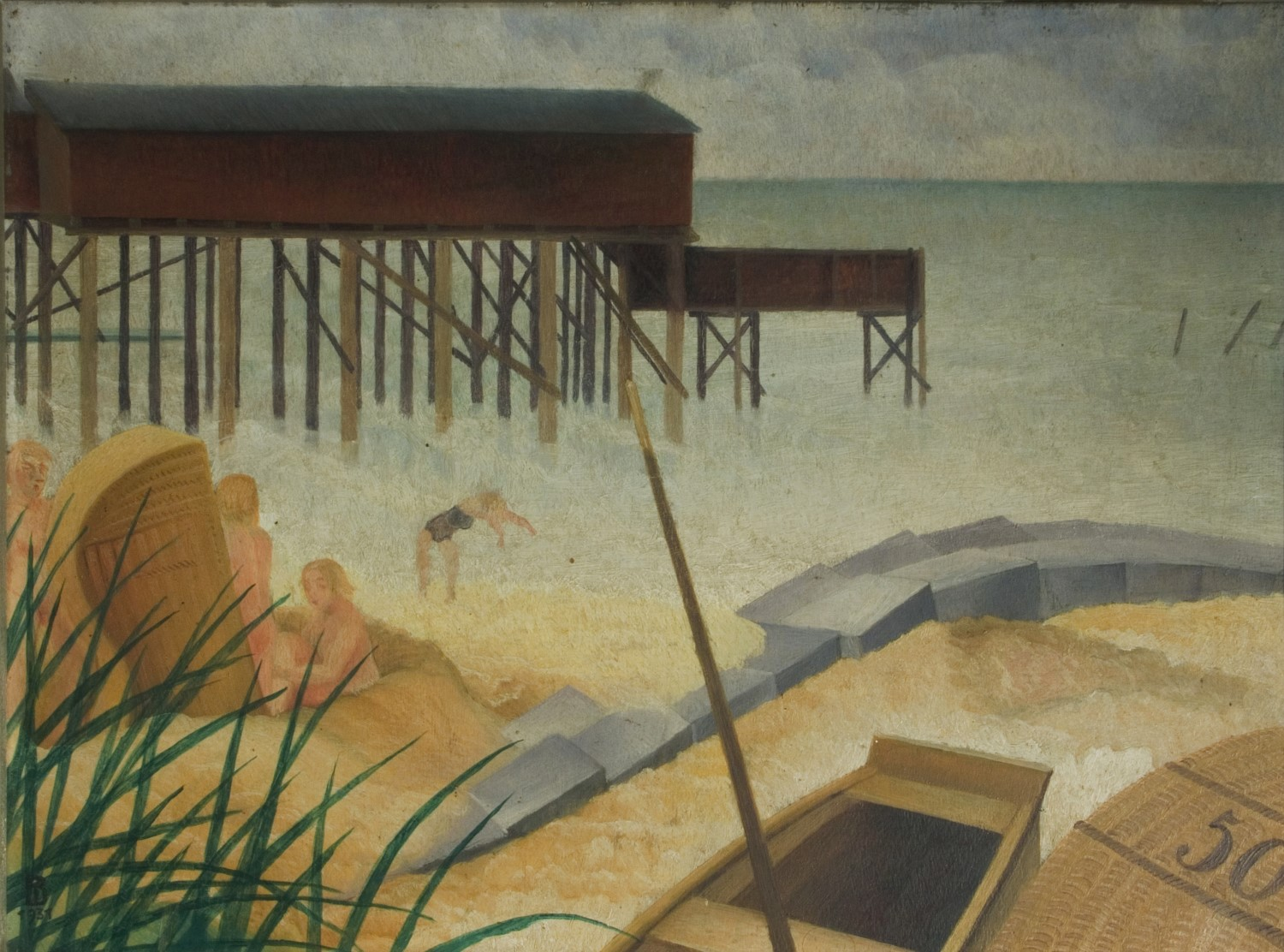
Badeanstalt (1931)

Später folgten weitere Motive wie Stillleben und Interieurs, auch weitgehend oder ganz abstrakte Arbeiten. Zu vielen dieser Bilder fertigte er, teilweise als Vorstudie, oft aber auch erst nach Fertigstellung des Gemäldes, Federzeichnungen nach dem gleichen Motiv als eigenständig gültige Werke an, eine Gewohnheit, die er bis 1952 beibehielt. Die Bilder dieser Zeit sind, zweifellos dem Lebensgefühl der unmittelbaren Nachkriegszeit entsprechend, oft „düster“ (so Brass selbst später) oder „grüblerisch“ (der Kunstkritiker Edwin Redslob).
Etwa 1948 entwickelte er aus Motiven seines neuen Wohnorts Birkenwerder bei Berlin einen neuen, optimistischeren Stil, aus dem heraus er bis in die fünfziger Jahre hinein eine große Anzahl ausgereifter Landschafts- und Stadtlandschaftsbilder schuf.
1949 bis 1950 entstanden eine längere Zeit hindurch ausschließlich Zeichnungen (Tuschfeder und Kohle), die, zum Teil mit Farbstift koloriert, beeindruckende Wirkung erzielen. Aus dieser Zeit, bis etwa 1952, stammen auch eine Anzahl Zeichnungen, dann auch einige Ölbilder in einem von den übrigen Arbeiten stark abgesetzten, karikaturenhaften Stil.

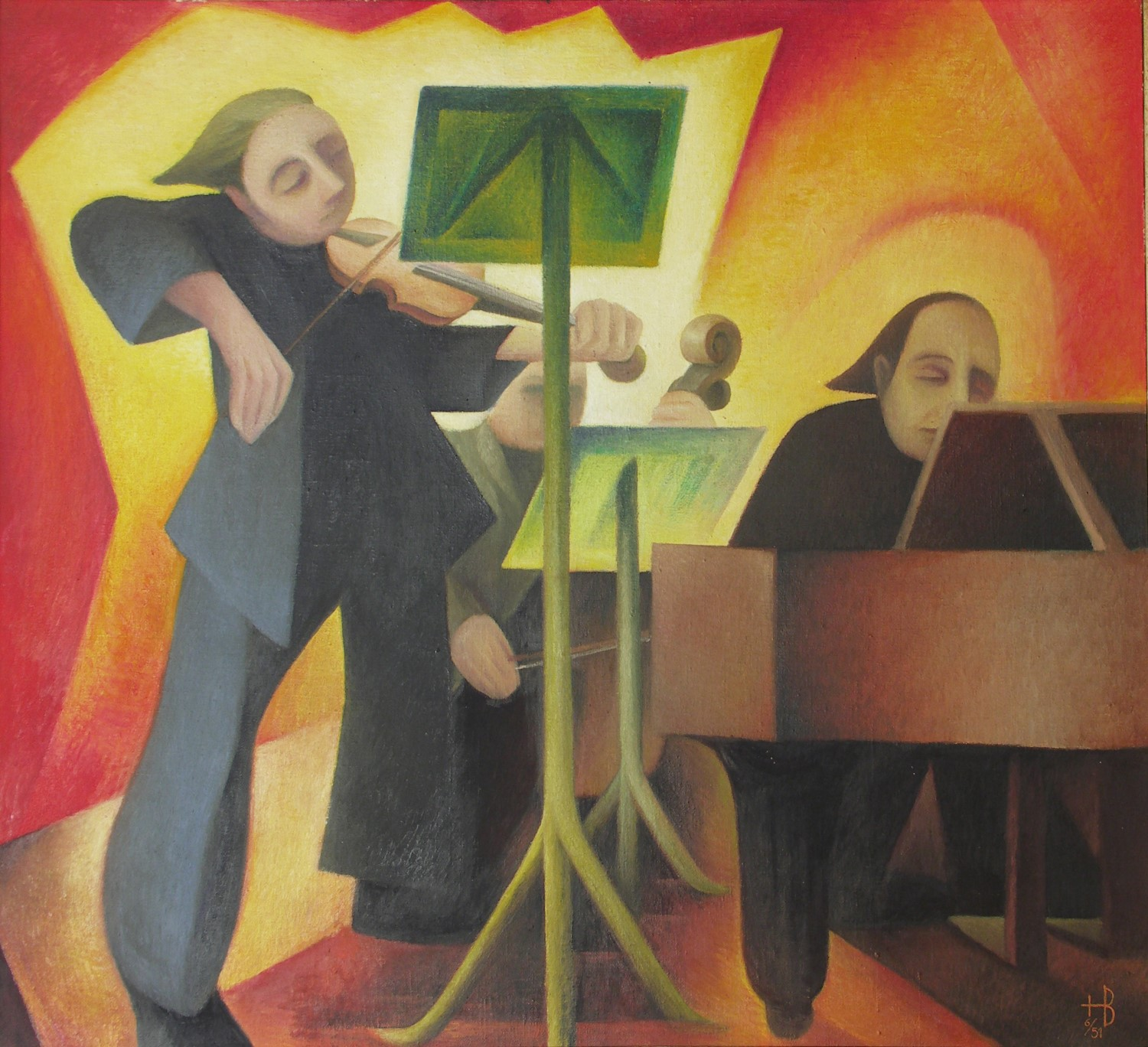
Trio (1951)
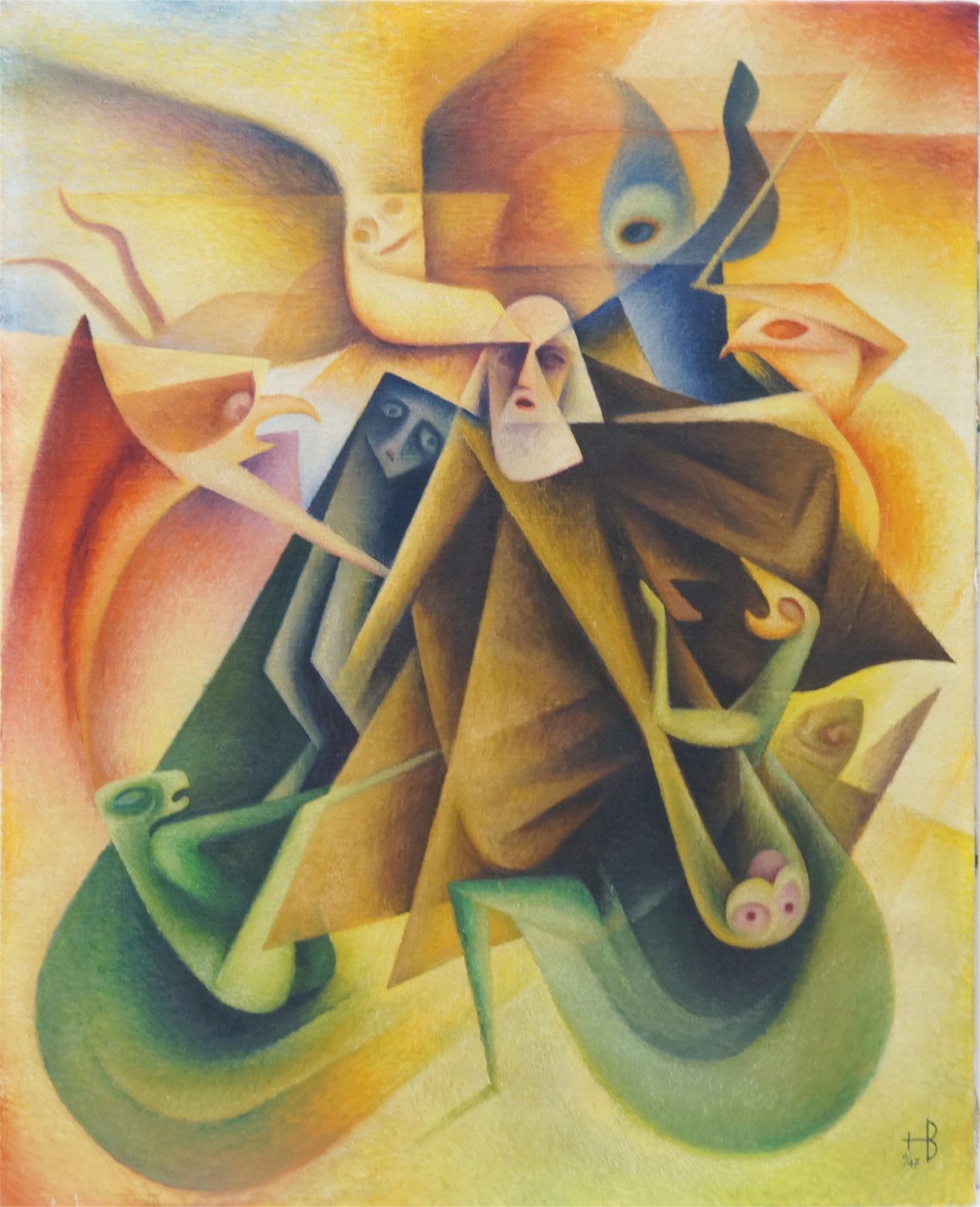
Der Zweifler (1947)
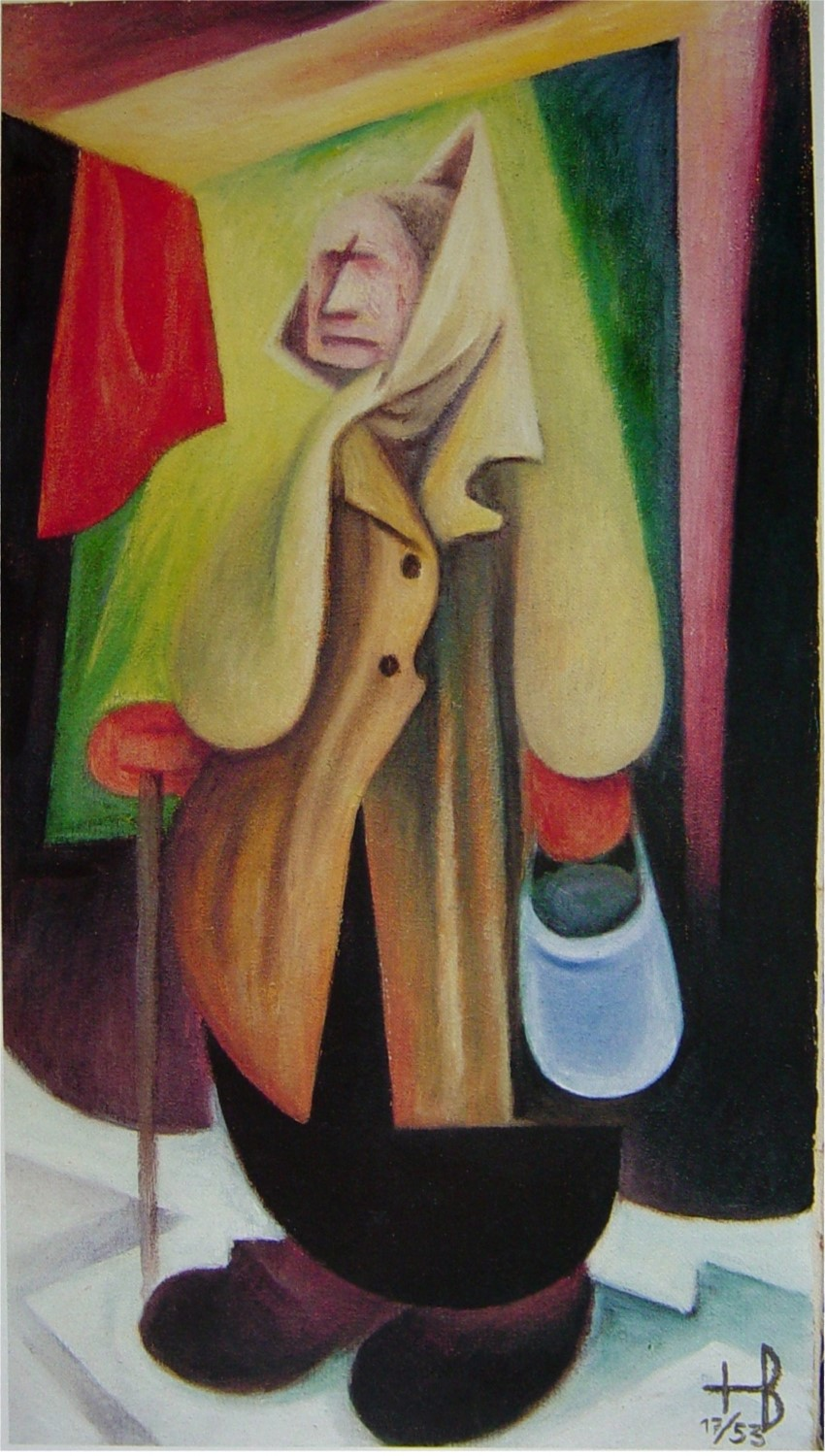
Rentnerin (1953)
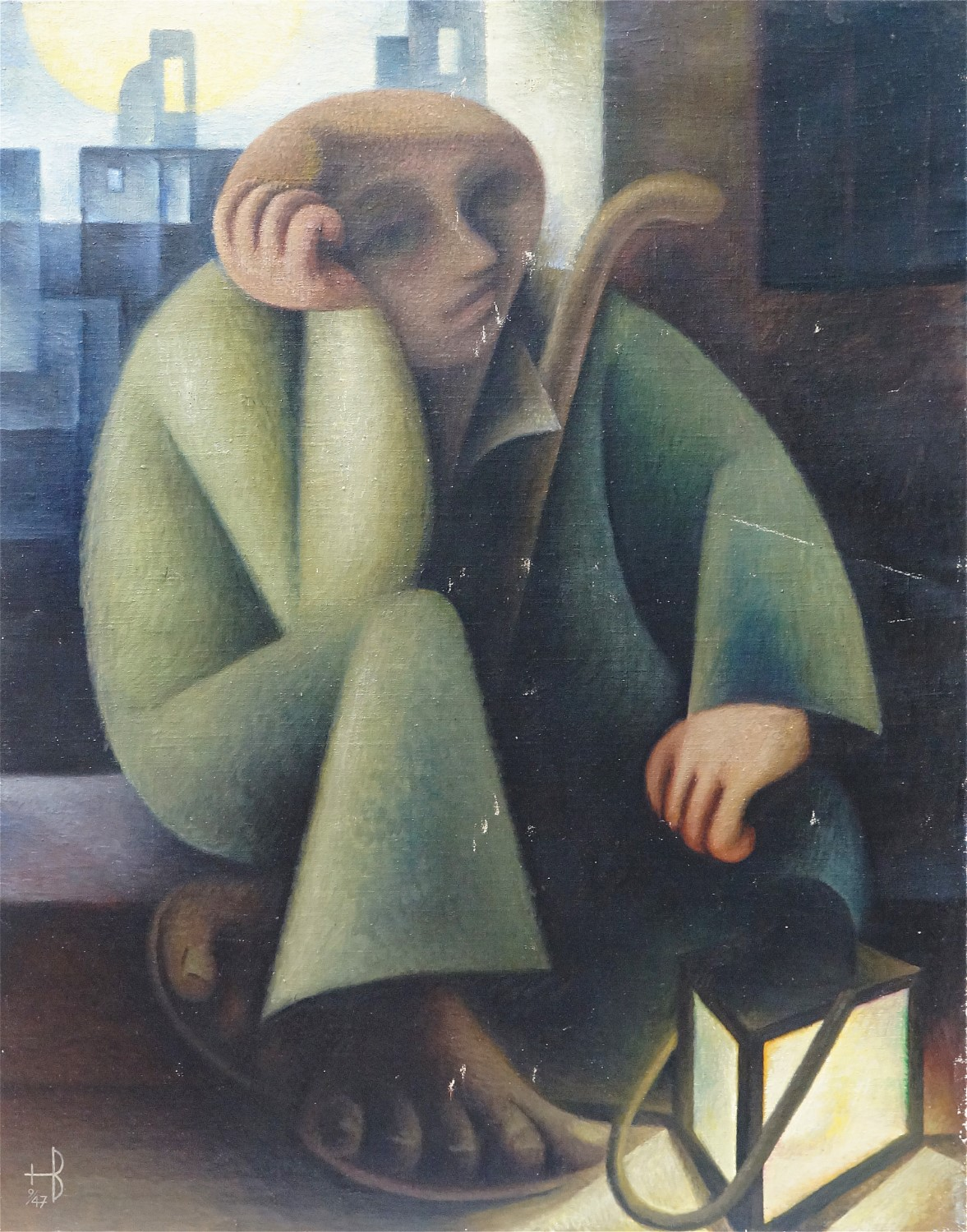
Der Wartende (1947)
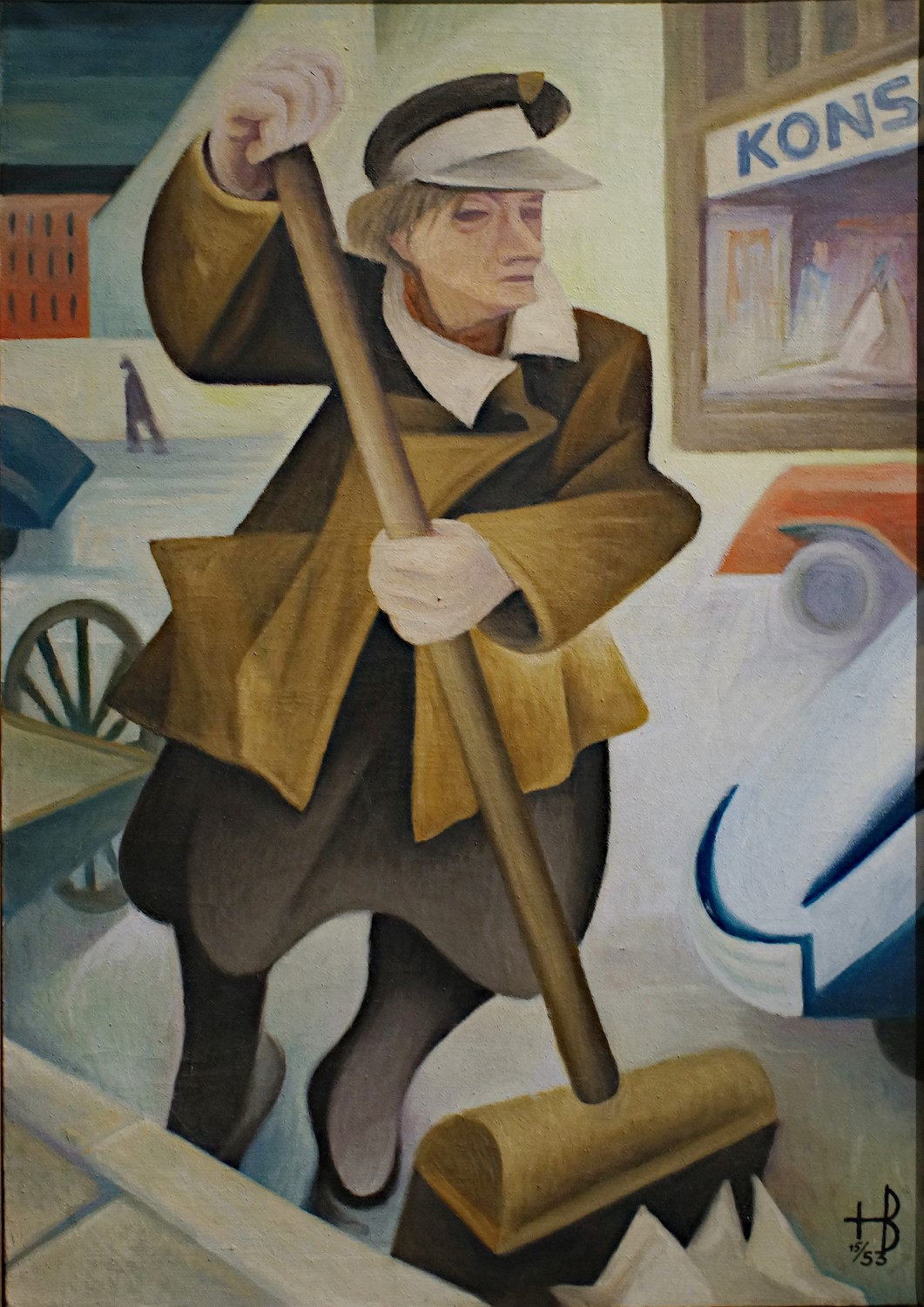
Straßenfegerin (1953)

Ab 1952 zeichnete Brass nicht mehr, entdeckte stattdessen für sich das Aquarellieren neu, vor allem zur Anfertigung von Skizzen nach der Natur als Material für Ölbilder. Die Motive seiner späten Jahre sind bis 1954 vor allem Landschafts- und Gartenbilder, 1955 ausschließlich Blumen und 1956 noch einmal eine Reihe völlig abstrakter Gemälde. Danach beschäftigte er sich nur noch mit der Überarbeitung und Verbesserung früherer Werke.

## Tagebuch
Während und nach seiner Konversion zum Katholizismus 1934 beschäftigte sich Hans Brass intensiv mit Religion und las viele religiöse Werke, darunter über den Pfarrer von Ars, über Bruder Konrad und das Buch „Der Opferweg der heiligen Theresia vom Kinde Jesu“ von Paulin Giloteaux in der Bearbeitung von Eugen Lense. Diese Lektüre regte ihn an, selbst ein Tagebuch zu führen, zunächst zur Unterstützung seiner täglichen Gewissenserforschung. Lange Zeit bestanden seine Eintragungen in religiösen Betrachtungen. Sein künstlerisches Schaffen, politische und private Ereignisse ordnete er weitgehend in religiöse Zusammenhänge ein. Erst Anfang der 1950er Jahre seit seiner Trennung von seiner zweiten Frau Martha Wegscheider und seiner Heirat mit Elisabeth Bieschke traten religiöse Bemerkungen mehr und mehr in den Hintergrund und verschwanden schließlich fast ganz. Nun beschäftigte er sich in seinen Tagebüchern mit seinem täglichen Leben, seinem Familienleben, den politischen Verhältnissen, seiner künstlerischen Tätigkeit und dem Kulturleben der DDR.

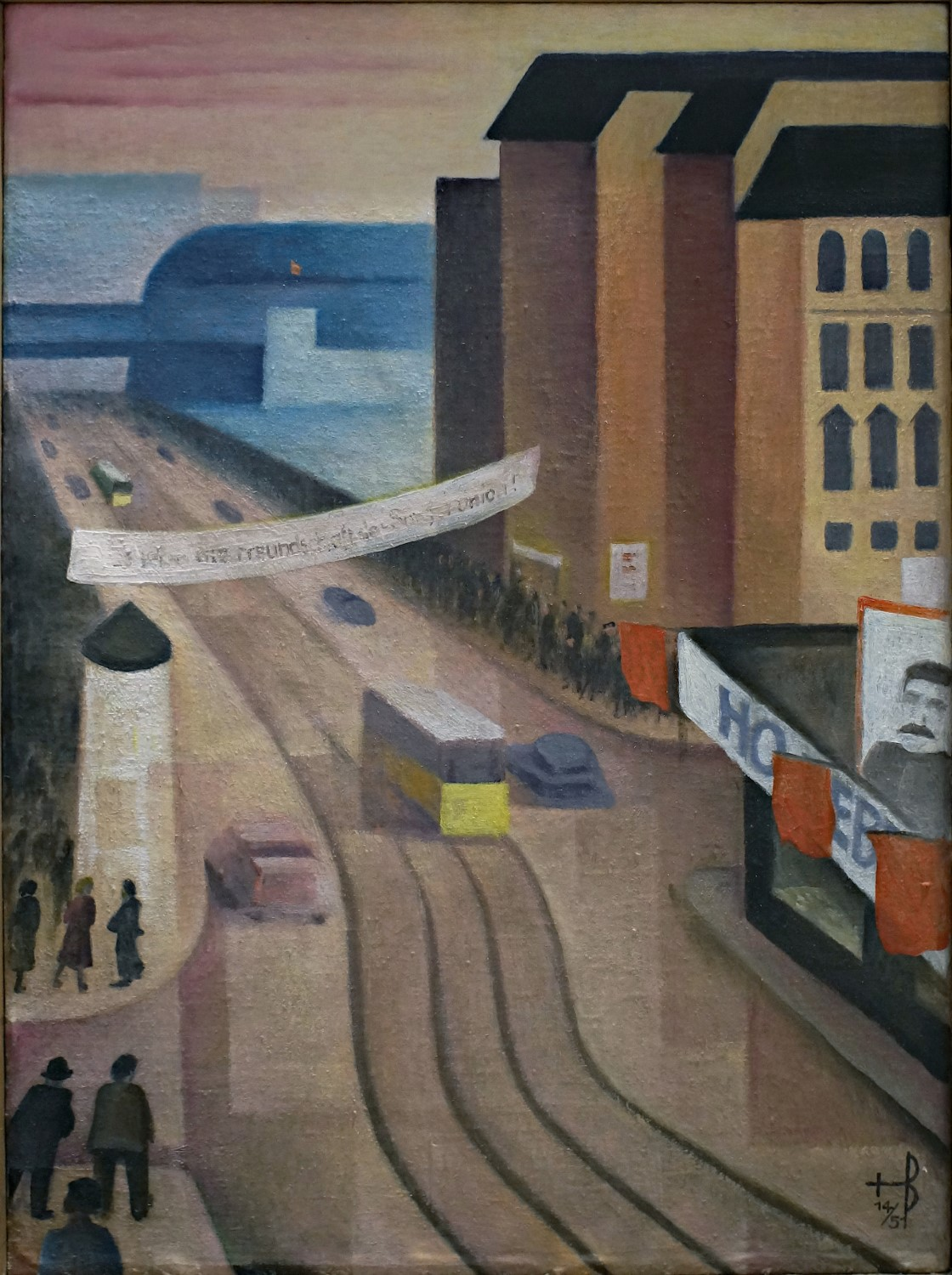
Am Bahnhof Friedrichstraße (1951)
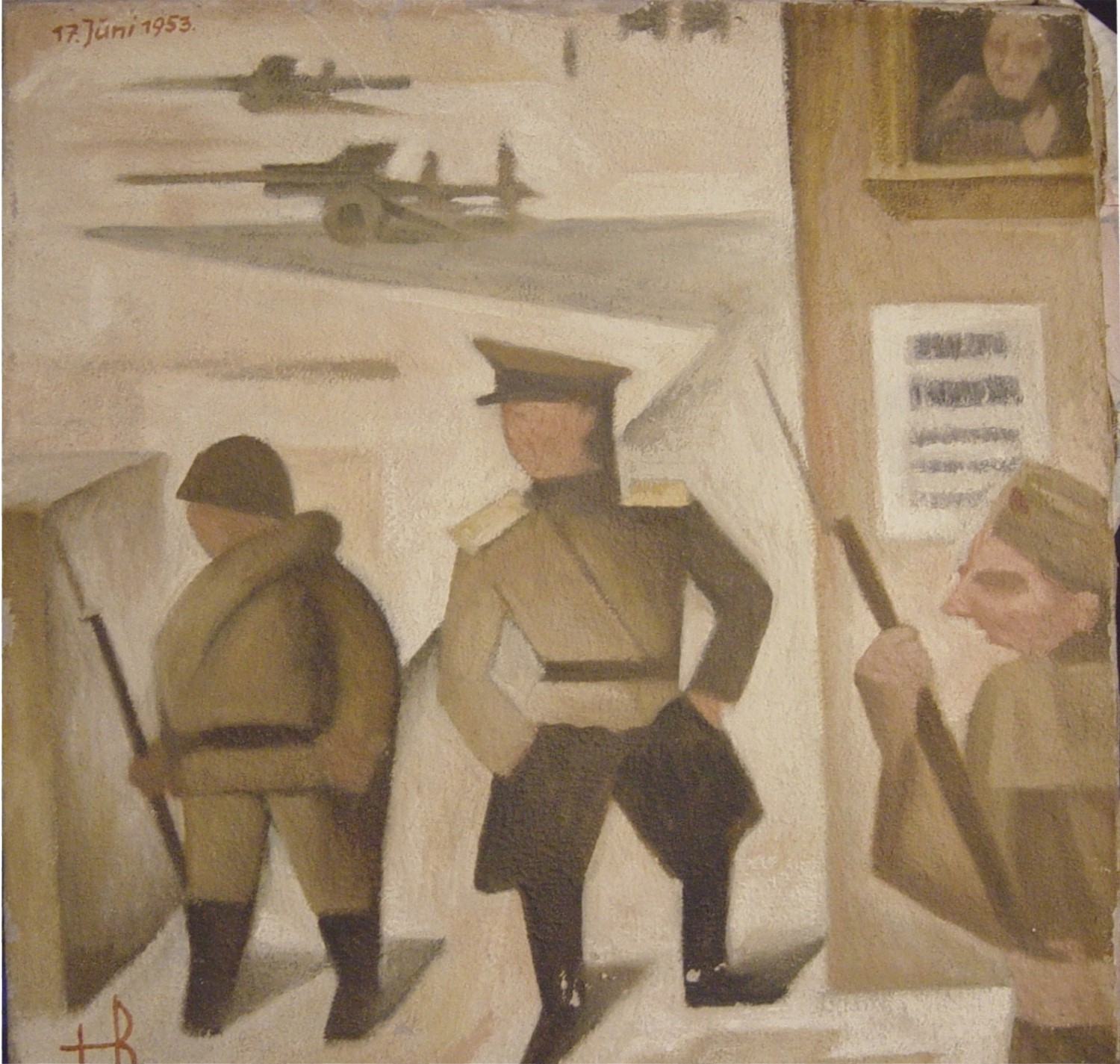
17. Juni 1953 (1953)
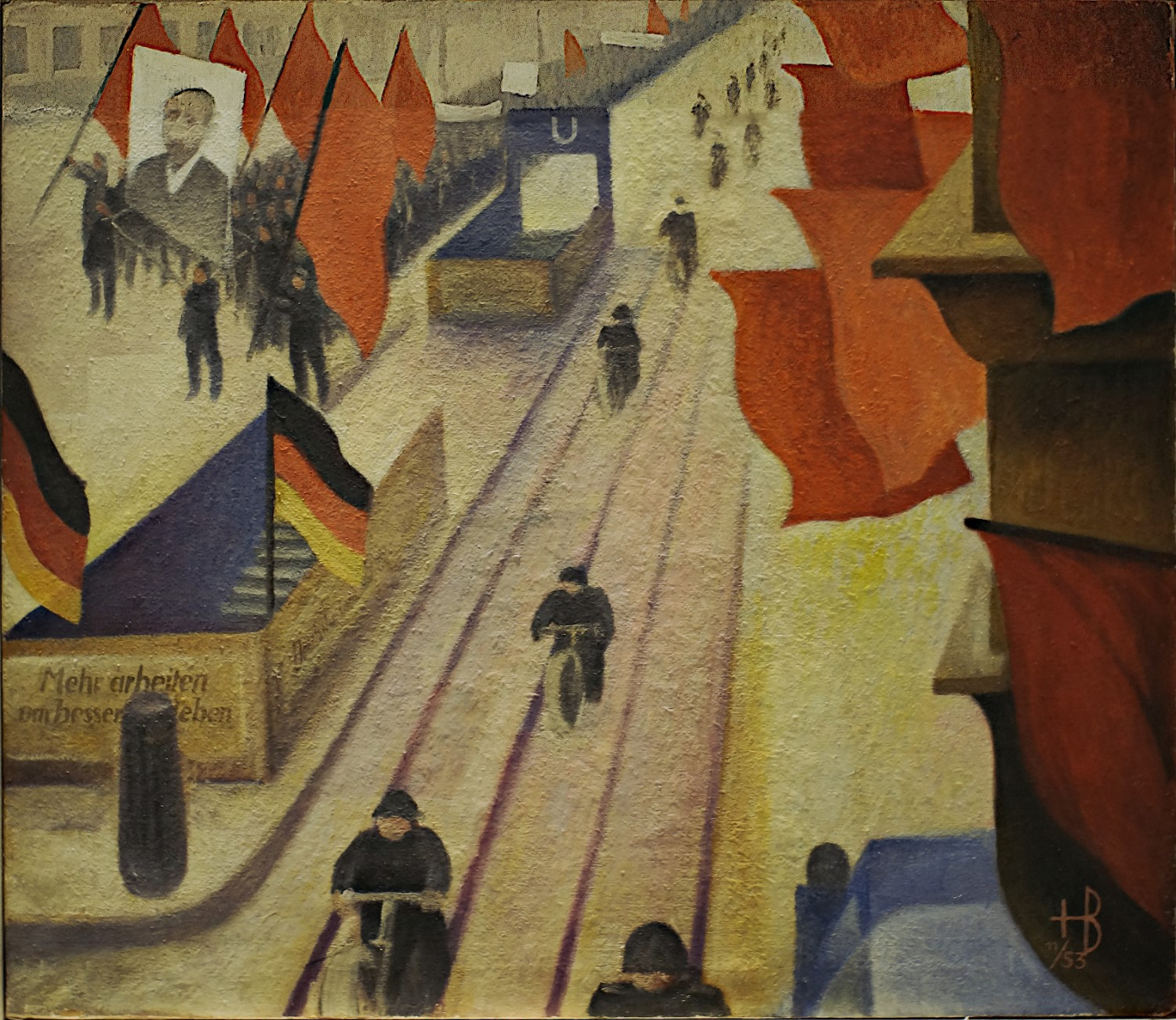
Demonstration am Oranienburger Tor (1953)
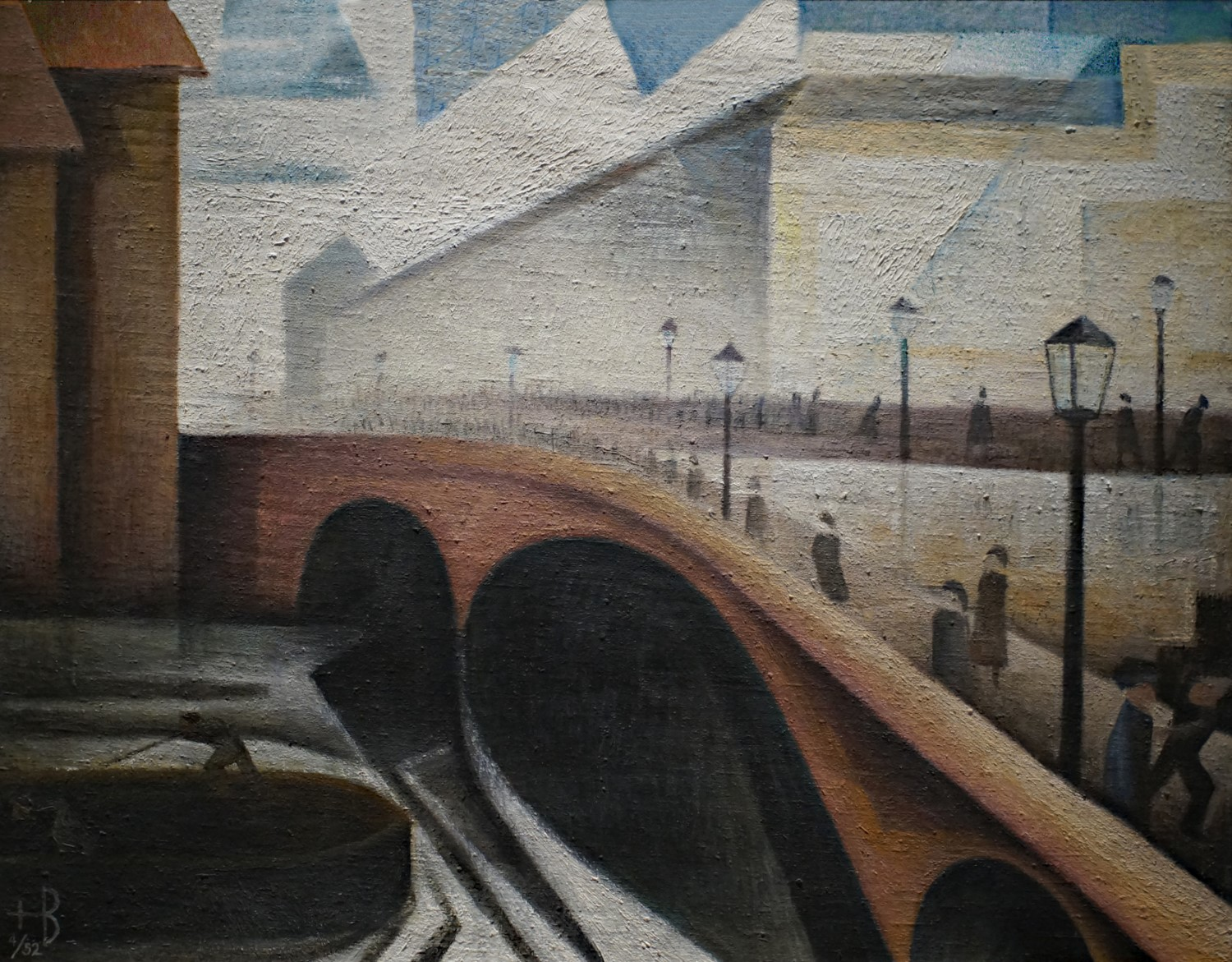
Brücke in Moabit (1952)
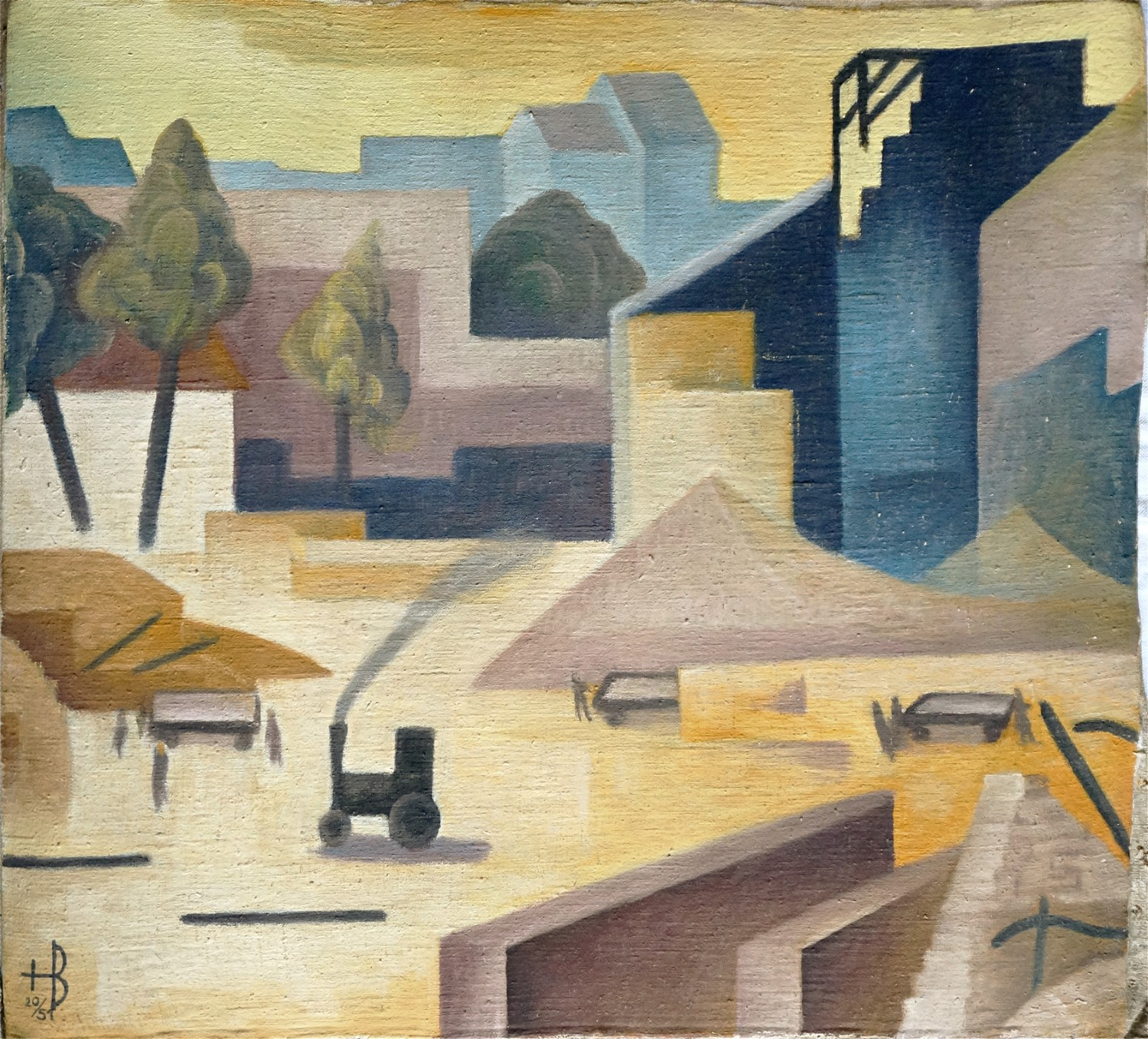
Trümmerplatz (1952)

Bis zu seinem Tod schrieb Hans Brass fast jeden Tag durchschnittlich ein bis zwei Seiten, bei aufregenden politischen Ereignissen, wie zum Beispiel dem 17. Juni 1953, auch mehr. Sein Tagebuch umfasst über 4800 Doppelseiten. Die handschriftlichen Originale der Tagebücher von Hans Brass befinden sich im Germanischen Nationalmuseum Nürnberg. Diese Originale wurden von Stefan Isensee, Enkel von Hans Brass, eingescannt. Die Scans der Tagebücher befinden sich nach Jahren geordnet auf Wikimedia Commons. Einige Auszüge wurden auf Wikisource veröffentlicht.

## Ausstellungen
- 1919: Galerie Der Sturm, Dresden – Galerie Ernst Arnold, Sonderausstellung Der Sturm II. Expressionistische Ausstellung.[10]
- 1919: Galerie Der Sturm, Berliner Ausstellung Nr. 74, Gemeinschaftsausstellung mit Nell Walden.[10]
- 1919: Erste Ausstellung der Novembergruppe, Gemälde/Plastiken, bei Fraenkel & Co. (Josef Altmann), Berlin, Gruppenausstellung
- 1919–1923: Jährliche Ausstellungen der Novembergruppe, zunächst im Rahmen der Kunstausstellung Berlin, ab 1921 der Großen Berliner Kunstausstellung (GBK), Gruppenausstellungen
- 1920: ESPOSIZIONE ESPRESSIONISTI NOVEMBER-GRUPPE, Rom, Gruppenausstellung
- 1920 Galerie Goyert, Köln, Gruppenausstellung
- 1921: Kunstsalon Alfred Heller, Charlottenburg, Gruppenausstellung
- 1924: 46. Jahresausstellung der Berliner Secession. Frühjahrsausstellung, Berlin, Gruppenausstellung
- 1931 Juryfreie Kunstausstellung Berlin, Gruppenausstellung
- 1933: Ausstellung der Berliner Secession, Gruppenausstellung
- 1946: Kunstkaten Ahrenshoop, Werke Fischländer Künstler, Gruppenausstellung
- 1946: Landesmuseum Schwerin
- 1947: Kunstkaten Ahrenshoop, Gruppenausstellung
- 1947: Bunte Stube Ahrenshoop
- 1948: Kunsthaus Tempelhof, Berlin, Hans Brass zeigt sein Kunstschaffen
- 1948: Haus der Kultur, Güstrow
- 1948: Herbstausstellung Mecklenburgischer Künstler, Schwerin, Gruppenausstellung
- 1949: Brandenburgische Landeskunstausstellung, Potsdam, Gruppenausstellung
- 1949: Wanderausstellung Mecklenburgischer Künstler, Gruppenausstellung
- 1949: Zwei Ausstellungen in Birkenwerder, April und Dezember, Gruppenausstellungen
- 1950: Bücherei Lowinsky, Berlin, Hans Brass (Zeichnungen)
- 1952: Kunstausstellung Eisen und Stahl, Düsseldorf, Gruppenausstellung
- 1952–1956: Juryfreie Kunstausstellung Berlin (jährlich), Gruppenausstellung
- 1985: Galerie Nierendorf, Berlin, Künstler der Novembergruppe, Gruppenausstellung
- 1987: Bunte Stube Ahrenshoop
- 1992: Galerie Bernd Dürr, München, Hans Brass, Ölbilder und Zeichnungen des Spätwerks, Druckgrafik 1920 – 1935
- 1992: Stadtgalerie Kiel, Kunstwende, Gruppenausstellung
- 1993: Galerie Bodo Niemann, Berlin, Novembergruppe, Gruppenausstellung
- 2003: Ausstellung im Vivantes Klinikum Hellersdorf, Berlin, Hans Brass – Malerei
- 2010: 24. September bis 7. November 2010: Städtisches Museum Wesel, und 28. Dezember 2010 bis 23. Januar 2011: Bezirksmuseum Marzahn-Hellersdorf (Berlin), Ausstellungen zum 125. Geburtstag
- 2015: Bröhan-Museum, Zeitenwende – Von der Berliner Secession zur Novembergruppe, Gruppenausstellung, 19. November 2015 bis 3. April 2016
- 2018: Potsdam Museum, Wilhelm Schmid und die Novembergruppe, Gruppenausstellung, 29. September 2018 bis 27. Januar 2019
- 2019: Kunstmuseum Ahrenshoop, Hans Brass (1885-1959) – Retrospektive, 30. November 2019 bis 15. März 2020

## Werke in öffentlichen Sammlungen (Auswahl)
- Ahrenshoop, Kunstmuseum Ahrenshoop (Formen, Ölgemälde, 1920, Dauerleihgabe der Bau-Metall GmbH Rostock; Prozess, Ölgemälde, 1920; Schlucht, Ölgemälde, 1921, Dauerleihgabe; Haus in Ahrenshoop, Gouache, 1933; Russischer Engel 1944, Öl auf Aquarellpapier; Gnadenbild, 1944, Öl auf Aquarellpapier; Erlen, 1944, Öl auf Aquarellpapier; Aufbruch, Ölgemälde, 1946; Der Zweifler, Ölgemälde, 1947; Mysterium, Ölgemälde, 1947; Der Wartende, Ölgemälde, 1947; Bildnis eines alten Mannes, Ölgemälde, 1948; Damaskus, Ölgemälde, 1948; Trümmerplatz, Ölgemälde, 1951; Nach dem Regen, Ölgemälde, 1952; Der müde Alte, Ölgemälde, 1952; Am Seeufer II, Ölgemälde, Sammlung der Gemeinde Ahrenshoop/Förderkreis Ahrenshoop e. V. im Kunstmuseum Ahrenshoop; Boskett, Ölgemälde, 1954; Laubenkolonie, Ölgemälde, 1958. Ferner zahlreiche Skizzen und Zeichnungen von 1917 bis 1954, sowie Druckgrafik)
- Altenburg (Thüringen), Lindenau-Museum, Graphische Sammlung (Lessingbrücke, Linolschnitt, 1919)[11]
- Bayerische Staatsgemäldesammlungen (Komposition, Ölgemälde, 1919)
- Berlin, Deutsches Historisches Museum (HO-Würstchenbude, Ölgemälde, 1953)
- Berlin, Archiv der Berlinischen Galerie (Zahlreiche Dokumente, Briefe, Notizen und Fotos aus dem Nachlass)
- Gera, Kunstsammlung Gera, Otto-Dix-Haus (Badeanstalt, Kreidelithographie, 1921; Bestandteil der Zeitschrift „Die Schaffenden“)[11]
- Kiel, Stadtgalerie Kiel (Brücke, Ölgemälde, 1919; Grünes Bild, Ölgemälde, 1920, im Werkverzeichnis „Das Kloster“; Kirchenraum, Ölgemälde, 1920, im Werkverzeichnis „Dorfkirche“)
- Münster, LWL-Museum für Kunst und Kultur (LeuchtturmBrücke, Ölgemälde, 1920)
- Stuttgart, Staatsgalerie Stuttgart (Leuchtturm, Badeanstalt, Lithographien aus dem Mappenwerk „Die Schaffenden“, 3. Jahrgang, 2. Mappe, 1921)
- Washington D.C., National Gallery of Art (Blatt VIII der Mappe „Die Menschen“, Radierung, 1922)

## Bücher
- Hans Brass: Tagebuch 1943, 2024, ISBN 979-8343772883
- Hans Brass: Tagebuch 1944, 2024, ISBN 979-8344446066
- Hans Brass: Tagebuch 1945, 2024, ISBN 979-8338739006
- Hans Brass: Tagebuch 1946, 2024, ISBN 979-8303255357
- Hans Brass: Tagebuch 1947, 2025, ISBN 979-8312515367
- Hans Brass: Tagebuch 1948, 2025, ISBN 979-8281982177
- Hans Brass: Tagebuch 1949, 2025, ISBN 979-8287077730
- Hans Brass: Tagebuch 1950, 2025, ISBN 979-8293291779
- Hans Brass: Bilder 1946 bis 1958. Auszüge aus den Tagebüchern von Hans Brass mit einem Vorwort und Gestaltung der Auszüge und Bilder von Stefan Isensee, 2024, ISBN 979-8340695369
- Hans Brass: Ahrenshoop vor und im Krieg: Auszüge aus den Tagebüchern von Hans Brass mit einem Vorwort und Gestaltung der Auszüge von Stefan Isensee, 2024, ISBN 979-8340815002
- Hans Brass: Kunst und Kultur in Ahrenshoop 1945 bis 1948: Tagebuchauszüge mit einem Vorwort und Gestaltung der Auszüge von Stefan Isensee, 2025, ISBN 979-8313744933
- Hans Brass: Weg nach Berlin – Birkenwerder Gestaltung der Auszüge von Stefan Isensee, 2025, ISBN 979-8288772535